# Ària (música)

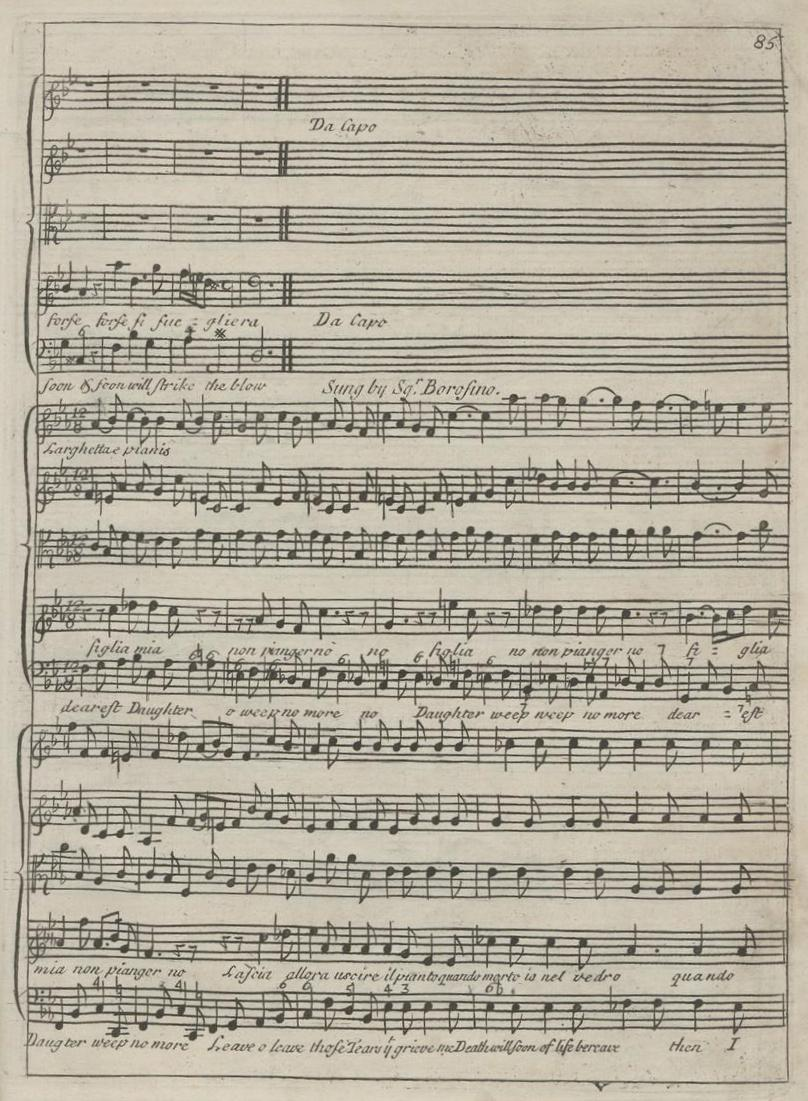
L'ària de comiat del sultà Bazajet a l'òpera Tamerlano de Händel. Primera edició, Londres, 1719.

Una ària (italià: "aria" [ˈaːrja]; plural: arie [ˈaːrje], àries en l'ús comú, forma diminutiva arietta [aˈrjetta], plural ariette, o en anglès simplement air) és una forma musical consistent, originalment, en qualsevol melodia expressiva executada per un cantant (però no sempre). En temps més recents, s'usa quasi exclusivament per descriure una peça per ser cantada per una veu solista, usualment amb acompanyament orquestral i com a part d'una obra vocal (òpera, oratori, cantata, etc.). Els compositors a vegades també escriuen «àries de concert», que no formen part d'una obra més gran.
A l'òpera, una ària és un solo vocal d'una certa extensió en el qual un personatge pot expressar els seus sentiments o les seves impressions. En el transcurs de l'ària no hi ha acció. Segons el seu caràcter l'ària pot ser lenta i lírica (cantabile), amb nombroses agilitats (di bravura), o amb acompanyament musical molt elaborat (concertata). La més coneguda per la seva clara estructura és l'ària da capo (A-B-A).

## Etimologia
El terme italià aria, que deriva del grec ἀήρ i del llatí aer (aire), va aparèixer per primera vegada amb relació a la música al segle XIV quan simplement significava una manera o estil de cantar o tocar. A finals del segle XVI, el terme «ària» es refereix a una forma instrumental (cf. Obres de llaüt de Santino Garsi da Parma, 'Aria del Gran Duca'). A principis del segle XVI era d'ús comú com a simple escenari de poesia estròfica; els madrigals melòdics, lliures de polifonia complexa, eren coneguts com a madrigale arioso.

## A l'òpera

### Forma d'ària a l'òpera francesa i italiana de finals delseglexvii
En el context de les obres escenificades i les obres de concert, les àries van evolucionar de melodies simples a formes estructurades. En aquestes obres, l'ària cantada, melòdica i estructurada es va diferenciar del recitatiu més semblant a la parla (wiktionary:parlando); en general, el segon va tendir a portar la línia argumental, el primer portava més càrrega emocional i es va convertir en una oportunitat per als cantants de mostrar el seu talent vocal.
L'ària va evolucionar normalment en una de les dues formes. Les àries de forma binària estaven en dues seccions (A–B); les àries en forma ternària (A–B–A) eren conegudes com a  àries da capo (literalment 'del cap', és a dir, amb la secció d'obertura repetida, sovint d'una manera molt decorada). A l'ària da capo, l'episodi 'B' normalment estaria en una tonalitat diferent: la tonalitat dominant o relativa major. Altres variants d'aquestes formes es troben a les òperes franceses de finals del segle xvii com les de Jean-Baptiste Lully que van dominar el període del barroc francès; Els solos vocals de les seves òperes (denominats per descomptat amb el terme francès, aires) són freqüentment en forma binària estesa (ABB') o de vegades en forma de rondó (ABACA), (una forma anàloga al rondó instrumental).
A l'escola italiana de compositors de finals del segle xvii i principis del XVIII, la forma da capo de l'ària es va anar associant gradualment amb el ritornello (literalment, 'petit retorn'), un episodi instrumental recurrent que es va intercalar amb els elements del ària i finalment va proporcionar, a les primeres òperes, l'oportunitat de ballar o d'introduir personatges. Aquesta versió de la forma d'ària amb ritornelli es va convertir en una característica dominant de l'òpera europea al llarg del segle XVIII. Alguns escriptors creuen que és l'origen de les formes instrumentals del concert i la forma de la sonata. Els ritornels es van convertir en essencials per a l'estructura de l'ària: «mentre que les paraules determinen el caràcter d'una melodia, els instruments del ritornel sovint decideixen en quins termes s'ha de presentar».

### Segle XVIII
A principis del segle xviii, compositors com Alessandro Scarlatti havien establert la forma ària, i especialment la seva versió da capo amb ritornelli, com a element clau de l'òpera seria. 
| « | Oferia equilibri i continuïtat i, tanmateix, donava marge per al contrast. [... ] La mateixa regularitat dels seus trets convencionals va permetre explotar les desviacions de la normal amb efectes reveladors. | » |

 Als primers anys del segle, les àries a l'estil italià van començar a prendre el relleu a l'òpera francesa, donant lloc finalment a la Gènere francès d’ariette, normalment en una forma ternària relativament simple.
Els tipus d'ària operística es van conèixer amb una varietat de termes segons el seu caràcter, per exemple, aria parlante ('estil parlant', de naturalesa narrativa), aria di bravura (normalment donada a una heroïna), aria buffa. (ària de tipus còmic, típicament donada a un baix o baix-baríton), etc.

MF Robinson descriu l'ària estàndard de l'òpera seria del període 1720-1760 de la següent manera:
| « | La primera secció començava normalment amb un ritornello orquestral després del qual entrava el cantant i cantava íntegrament les paraules de la primera estrofa. Al final d'aquest primer paràgraf vocal, la música, si fos en una tonalitat major com sol ser, havia modulat a la dominant. Aleshores, l'orquestra tocava un segon ritornello normalment més curt que el primer. El cantant va tornar a entrar i va cantar les mateixes paraules per segona vegada. La música d'aquest segon paràgraf sovint era una mica més elaborada que la del primer. Hi havia més repeticions de paraules i potser vocalitzacions més florides. La clau va tornar a la tònica per a la cadència vocal final, després de la qual l'orquestra va completar la secció amb un ritornello final. | » |

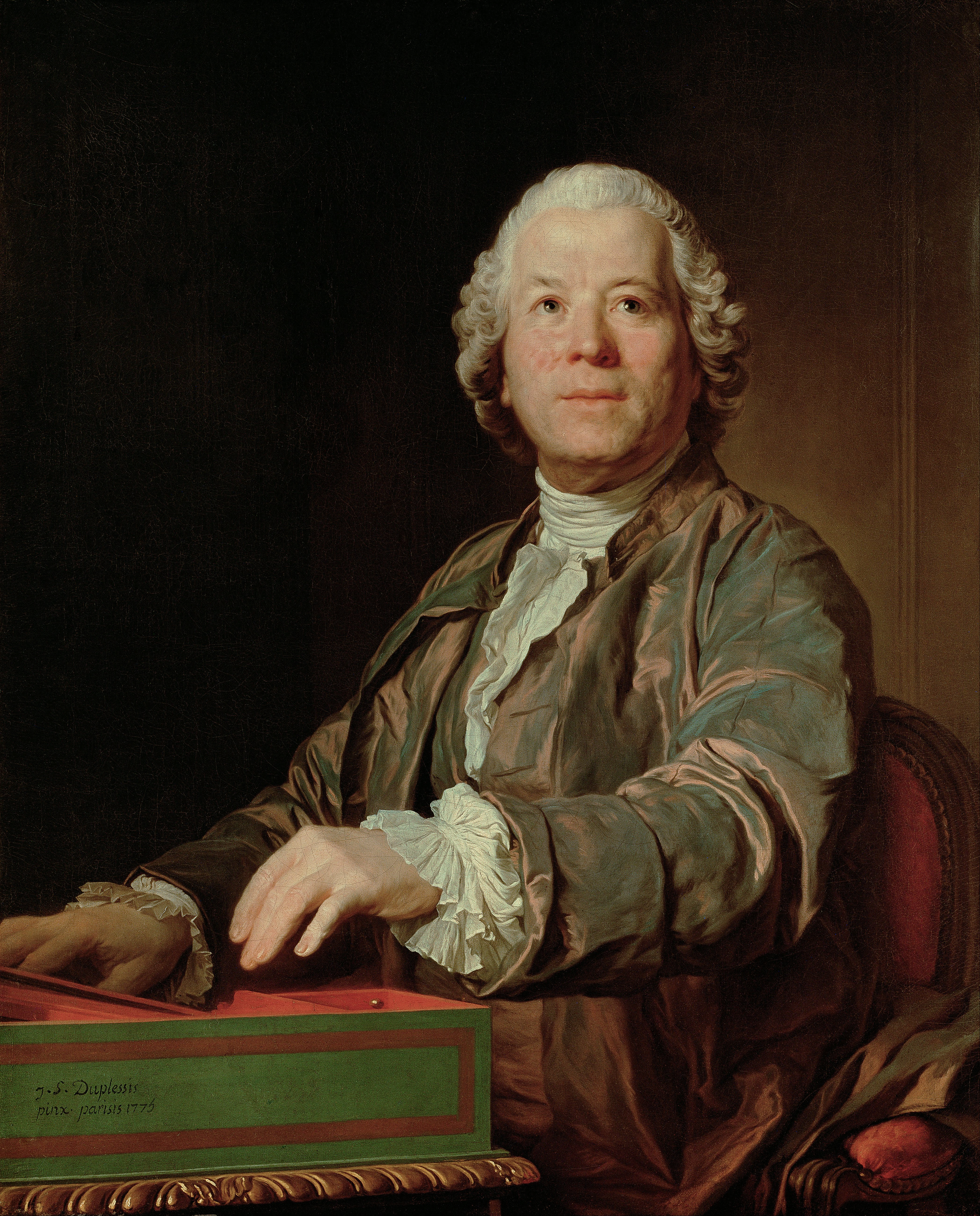
Gluck en un retrat de 1775 de Joseph Duplessis

La naturalesa i l'assignació de les àries als diferents papers de l'òpera seria estava molt formalitzada. Segons el dramaturg i llibretista Carlo Goldoni, a la seva autobiografia,
| « | Els tres personatges principals del drama han de cantar cinc àries cadascun; dos en el primer acte, dos en el segon i un en el tercer. La segona actriu i la segona soprano només poden tenir tres, i els personatges inferiors s'han de satisfer amb una sola ària cadascun, o dos com a màxim. L'autor de les paraules ha de tenir cura […] que dues àries patètiques [és a dir, melancolies] no es succeeixin. Ha de repartir amb la mateixa precaució les àries de bravura, les àries d'acció, les àries inferiors i els minuets i rondins. Ha d'evitar, sobretot, donar àries apassionades, àries de bravura o rondins, a personatges inferiors. | » |

Per contra, les àries de l'òpera buffa (òpera còmica) sovint tenien un caràcter específic per a la naturalesa del personatge que es representava (per exemple, la criada descarada o el pretendent o guardià gran irascible).
A finals de segle era evident que aquests formats s'estaven fossilitzant. Christoph Willibald Gluck pensava que tant l'òpera buffa com l'òpera seria s'havien allunyat massa del que hauria de ser realment l'òpera, i semblava poc natural. Les bromes de l'òpera bufa estaven esgotades i la repetició dels mateixos personatges els feia semblar només estereotips. A l'òpera seria el cant es dedicava a efectes superficials i el contingut era poc interessant i ranci. Com a l'òpera buffa, els cantants eren sovint mestres de l'escenari i de la música, decorant les línies vocals de manera tan florida que el públic ja no podia reconèixer la melodia original. Gluck volia tornar l'òpera als seus orígens, centrant-se en el drama i les passions humanes i fent que les paraules i la música tinguessin la mateixa importància. Els efectes d'aquestes reformes gluckistes es van veure no només en les seves pròpies òperes sinó en les obres posteriors de Mozart; les àries ara es tornen molt més expressives de les emocions individuals dels personatges i estan més fermament ancorades i avancen en la història. Richard Wagner havia de lloar les innovacions de Gluck en el seu assaig de 1850 Opera and Drama: «El compositor musical es va revoltar contra la voluntat del cantant»; en lloc de «desplegar els continguts purament sensuals de l'Ària al seu to més alt, de rang», Gluck va intentar «posar grillons a l'execució d'aquesta ària per part de Caprice, intentant ell mateix donar a la melodia una expressió […] responent al text Word subjacent». Aquesta actitud va ser la base de la possible desconstrucció de l'ària de Wagner en el seu concepte de Gesamtkunstwerk.

### Segle XIX
Malgrat els ideals de Gluck, i la tendència a organitzar llibrets de manera que les àries tinguessin una part més orgànica en el drama en comptes d'interrompre el seu flux, a les òperes de principis del segle XIX (per exemple, les de Gioachino Rossini i Gaetano Donizetti), les àries de bravura van continuar sent atractius principals i van continuar tenint un paper important a la gran òpera i a l'òpera italiana al llarg del segle xix.
Una forma d'ària preferida a la primera meitat del segle XIX a l'òpera italiana va ser la cabaletta, en la qual una secció cantabile semblant a una cançó va seguida d'una secció més animada, la cabaletta pròpiament dita, repetida totalment o parcialment. Típicament, aquestes àries anaven precedits per un recitatiu, tota la seqüència s'anomenaria una escena. També hi pot haver oportunitats de participació per orquestra o cor. Un exemple és Casta diva de l'òpera Norma de Vincenzo Bellini.
Al voltant de 1850, les formes d'ària de l'òpera italiana van començar a mostrar més varietat: moltes de les òperes de Giuseppe Verdi ofereixen àries narratives extenses per a papers principals que permeten, en el seu abast, intensificar el drama i la caracterització. Alguns exemples inclouen la condemna de Rigoletto al tribunal, Cortigiani, vil razza dannata! (1851).
Més tard al segle, les òperes de Wagner posteriors a 1850 es van compondre de manera completa, amb menys elements fàcilment identificables com a àries autònomes; mentre que el gènere italià de l'òpera verisme també pretenia integrar elements arioso si bé encara permetia algunes «peces d'espectacle».

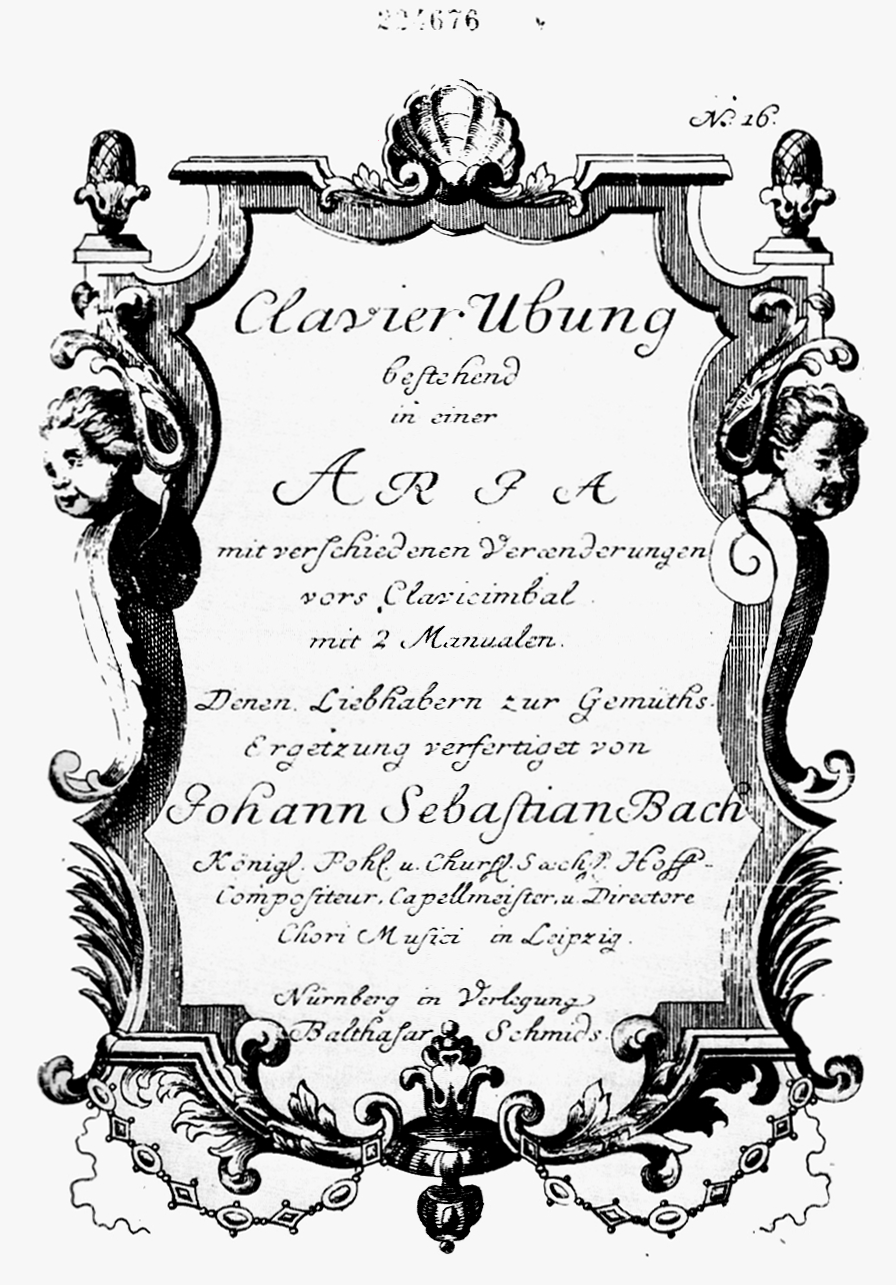
Portada de les Variacions Goldberg (primera edició, 1741)

## Àries de concert
Les àries de concert, que no formen part de cap obra més gran, (o de vegades eren escrites per substituir o inserir àries en les seves pròpies òperes o òperes d'altres compositors) van ser escrites per compositors per oferir l'oportunitat de mostrar vocalment als cantants de concert; com per exemple Ah! perfido, Op. 65, de Beethoven, i una sèrie d'àries de concert de Mozart, inclosa Conservati fedele.

## Música instrumental
El terme «ària» s'utilitzava amb freqüència als segles XVII i XVIII per a la música instrumental utilitzada per a ballar o variar, i modelada a partir de la música vocal. Per exemple, les anomenades Variacions Goldberg de JS Bach van ser titulades a la seva publicació de 1741 Clavier Ubung bestehend in einer ARIA mit verschiedenen Verænderungen ('Exercici de teclat, que consta d'una ARIA amb diverses variacions'.)
La paraula s'utilitza de vegades a la música contemporània com a títol per a peces instrumentals, per exemple 'ària' de 1980 de Robin Holloway per a conjunt de cambra. o la peça de la banda de música de Harrison Birtwistle, Grimethorpe Aria (1973).

## Història
L'ària aparegué cap al segle xiv i al llarg dels segles anà evolucionant d'una simple melodia cantada cap a una forma més estructurada. Durant el segle xvii, en l'època barroca, i després de diverses formes típiques, es va consolidar la forma ternària (A-B-A), denominada ària da capo, a causa de la repetició de la primera part al final de l'ària. Després va introduir-se amb gran força al repertori operístic amb diverses variants (aria cantabile, aria agitata, aria di bravura, aria di coloratura, etc.). A mitjan segle xix, les òperes es van convertir en una seqüència d'àries, reduint l'espai disponible per als recitatius. Altres òperes (com la majoria de les de Wagner) tenen una estructura totalment contínua, sense que una part es pugui identificar fàcilment com una ària independent.
 Der Hoelle Rache, ària de la Reina de la Nit, a La flauta màgica, de Mozart (?·pàg.)

## Àries famoses
- Casta Diva - Norma, de Vincenzo Bellini
- Nessun dorma - Turandot, de Giacomo Puccini
- La dona è mobile - Rigoletto, de Giuseppe Verdi
- L'amour est un oiseau rebelle - Carmen, de Georges Bizet